# Tropicomyia gymnosporiae
Tropicomyia gymnosporiae är en tvåvingeart som beskrevs av Erich Martin Hering 1957. Tropicomyia gymnosporiae ingår i släktet Tropicomyia och familjen minerarflugor. Inga underarter finns listade i Catalogue of Life.